# Wicken Ajkazian
Wicken Ajkazian (ur. 1951 w Siirt) – duchowny Apostolskiego Kościoła Ormiańskiego, od 2000 biskup pomocniczy Wschodniej Ameryki.

## Życiorys
Święcenia kapłańskie przyjął w 1971. Sakrę biskupią otrzymał 27 września 1992. W latach 1992–1996 był biskupem Szwajcarii. Od 2000 posługuje we Wschodniej Diecezji Ameryki jako legat, odpowiada za relacje ekumeniczne.